# Christina Biehl

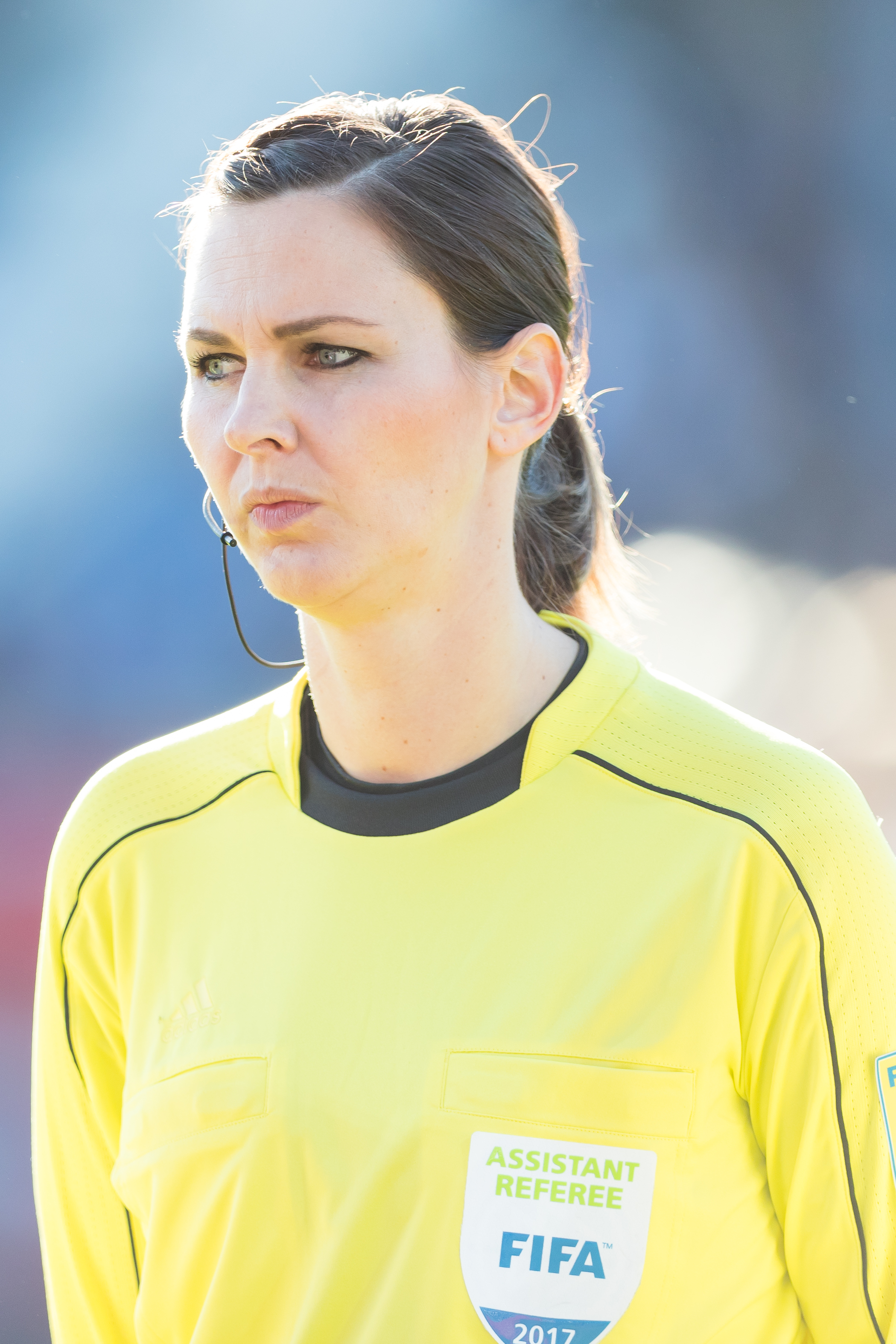
Biehl (2017)

Christina Biehl (* 15. April 1986 als Christina Jaworek) ist eine deutsche Fußballschiedsrichterin. Sie pfeift für den SV Niederhambach.

## Werdegang
Christina Biehl ist seit 2001 Schiedsrichterin und schaffte 2004 den Sprung in die 2. Bundesliga der Frauen und die Landesliga der Männer. Seit 2008 leitet sie Spiele der Frauen-Bundesliga sowie der Herren Oberliga Südwest. 2009 war sie Vierte Offizielle beim DFB-Pokalfinale der Frauen. Im gleichen Jahr wurde sie als Schiedsrichter-Assistentin auf die FIFA-Liste aufgenommen. 2010 leitete sie als erste Frau das Finale des Südwestpokals der Männer zwischen dem FK Pirmasens und dem FV Dudenhofen. Christina Biehl wurde im gleichen Jahr für die U-20-Weltmeisterschaft 2010 als Schiedsrichter-Assistentin nominiert. Am 26. März 2011 leitete sie das DFB-Pokalfinale der Frauen 1. FFC Frankfurt – 1. FFC Turbine Potsdam in Köln. Außerdem ist sie seit 2012 Schiedsrichter-Assistentin der Herren-Regionalliga Südwest. Im Jahr 2014 wurde sie von der FIFA als Schiedsrichter-Assistentin zum Algarve-Cup nominiert. Im Jahr 2017 wurde sie von der UEFA zur Europameisterschaft nominiert und hatte dort zwei Einsätze.
Darüber hinaus war sie 2017 Schiedsrichter-Assistentin in dem von Bibiana Steinhaus geleiteten Finale der UEFA Women’s Champions League zwischen Olympique Lyon und Paris St. Germain in Cardiff. Seit Dezember 2020 ist Christina Biehl im Profi-Bereich der Herren aktiv. Sie wurde von der DFB-Elite-Kommission in den Kader der 3. Liga nominiert und wird seitdem als Schiedsrichter-Assistentin dort eingesetzt. Am 6. November 2021 schrieb Christina Biehl zusammen mit ihren Kolleginnen Riem Hussein sowie Katrin Rafalski Fußballgeschichte. Sie leiteten als erstes weibliche Trio das erste Spiel im deutschen Profifußball, als sie für die Partie zwischen dem TSV Havelse und dem Halleschen FC eingeteilt wurden.
Christina Biehl hat einen Bachelorabschluss in Sportmanagement sowie einen Masterabschluss in Umwelt- und Betriebswirtschaft. Beruflich ist sie als Projektmanagerin tätig. Seit August 2011 ist Biehl verheiratet. 2016 und 2018 brachte sie jeweils eine Tochter zur Welt.